# Afrolimnophila abludens
Afrolimnophila abludens är en tvåvingeart som först beskrevs av Evgenyi Nikolayevich Savchenko 1971.  Afrolimnophila abludens ingår i släktet Afrolimnophila och familjen småharkrankar. Inga underarter finns listade i Catalogue of Life.